# Sete Anos no Tibete
Sieben Jahre in Tibet (lançado em Portugal como Sete Anos no Tibete) é um livro de viagem autobiográfico escrito pelo autor e alpinista austríaco Heinrich Harrer, baseado em sua experiência real no Tibete entre 1944 e 1951, durante a Segunda Guerra Mundial e o período intercalar antes do exército comunista chinês de Libertação Popular invadir o Tibete em 1950.

## História do Tibet
O alpinista Heinrich Harrer, a partir de sua experiência no Tibete, quando tenta escalar um dos picos mais altos do Himalaia, registra no livro o período histórico (1943-1950) em que a recém-nascida República Popular da China propôs "libertar" o Tibete. A pequena nação protestou dizendo que já era livre, porém, com base no argumento de que o território tibetano era controlado por imperialistas internacionais, a China enviou o seu Exército Popular de Libertação e o pequeno contingente militar tibetano não resistiu. O Dalai Lama, líder secular e espiritual do país, então com 15 anos de idade, pediu - em vão - ajuda às Nações Unidas.

## Prefácio
O livro foi relançado e prefaciado pelo Dalai Lama (1982), onde ele confirma a importância dos registros de Heinrich Harrer para o seu país: "(...)Fico feliz que seu livro Sete Anos no Tibet, que fornece um quadro vívido e verdadeiro do Tibet antes de 1959, esteja sendo relançado quando há um renovado interesse pelo Tibet. O Dalai Lama. 29 de janeiro de 1982".